# Rio Alfred
O rio Alfred é um rio da Região de Tasmânia na Nova Zelândia. Corre no sentido oeste-sudoeste, da sua nascente nos montes Spencer até sua junção com o rio Maruia. O xisto que se encontra no rio contém horneblenda.